# Беркович-Эрко, Мойше
Мойше Беркович-Эрко (рум. Moïse Bercovici-Erco; 1 июля 1904, Яссы — 5 апреля 1944, Освенцим) — румынский и французский художник и график еврейского происхождения.

## Жизнь и творчество
Талант Мойше Берковича в области живописи был открыт профессором ясской Школы изящных искусств Октавом Банчилой. Беркович обучался в этой школе совместно с Николае Тоницей и Корнелиу Бабой.
В 1931 году Беркович-Эрко для продолжения своего образования уезжает в Париж. Здесь он создаёт художественную мастерскую по адресу улица Деламбр (Rue Delambre 69). Беркович выставляет свои произведения в салоне Независимых, в Осеннем салоне, в салоне Тюильри — вместе с такими мастерами, как Жак Липшиц, Алексей Явленский, Василий Кандинский и Марк Шагал.
Картины М.Берковича-Эрко пользовались успехом и имели широкий спрос. Рисовал он преимущественно виды Парижа, а также портреты; мастер имел также учеников. Художник со своей супругой, Марией Палушкевич, жил на Монмартре, рядом с Г. Аполлинером, Р. Делоне и Ф. Леже. У него на квартире часто собирались коллеги-живописцы. Большинство произведений М.Берковича-Эрко сохраняется в семейном владении.
24 сентября 1942 года художник как еврей был в Париже арестован гестапо и отправлен в транзитный лагерь в Дранси. 28 сентября последовала его депортация в концлагерь Блеххаммер в Освенциме. 5 апреля 1944 года во время марша колонны заключённых, направленных в концлагерь Гросс-Розен раздетыми по снегу и замёрзшей грязи, обессиленного и не способного идти дальше Берковича немецкие охранники расстреляли на обочине дороги.